# Discocistella glyceriae
Discocistella glyceriae är en svampart som först beskrevs av Josef Velenovský, och fick sitt nu gällande namn av Svrcek 1985. Discocistella glyceriae ingår i släktet Discocistella och familjen Hyaloscyphaceae.   Inga underarter finns listade i Catalogue of Life.